# Coenotephria bassiaria
Coenotephria bassiaria là một loài bướm đêm trong họ Geometridae.